# ام‌وی آرکتیک
ام‌وی آرکتیک (به انگلیسی: MV Arctic) یک کشتی است که طول آن  می‌باشد.